# Schwimmweltmeisterschaften 1986
| Medaillenspiegel Endstand nach 41 Entscheidungen | Medaillenspiegel Endstand nach 41 Entscheidungen | Medaillenspiegel Endstand nach 41 Entscheidungen | Medaillenspiegel Endstand nach 41 Entscheidungen | Medaillenspiegel Endstand nach 41 Entscheidungen | Medaillenspiegel Endstand nach 41 Entscheidungen |
| Pl.                                              | Land                                             | G                                                | S                                                | B                                                | Gesamt                                           |
| ------------------------------------------------ | ------------------------------------------------ | ------------------------------------------------ | ------------------------------------------------ | ------------------------------------------------ | ------------------------------------------------ |
| 1                                                | DDR                                              | 14                                               | 12                                               | 4                                                | 30                                               |
| 2                                                | USA                                              | 9                                                | 10                                               | 13                                               | 32                                               |
| 3                                                | Kanada                                           | 4                                                | 2                                                | 2                                                | 8                                                |
| 4                                                | BR Deutschland                                   | 4                                                | 2                                                | 1                                                | 7                                                |
| 5                                                | Ungarn                                           | 3                                                | –                                                | –                                                | 3                                                |
| 6                                                | Volksrepublik China                              | 2                                                | 4                                                | 1                                                | 7                                                |
| 7                                                | Sowjetunion                                      | 2                                                | 3                                                | 7                                                | 12                                               |
| 8                                                | Rumänien                                         | 1                                                | –                                                | 1                                                | 2                                                |
| 9                                                | Australien                                       | 1                                                | –                                                | –                                                | 1                                                |
|                                                  | Jugoslawien                                      | 1                                                | –                                                | –                                                | 1                                                |
| 11                                               | Italien                                          | –                                                | 3                                                | –                                                | 3                                                |
| 12                                               | Niederlande                                      | –                                                | 1                                                | 4                                                | 5                                                |
| 13                                               | Bulgarien                                        | –                                                | 1                                                | 1                                                | 2                                                |
|                                                  | Schweiz                                          | –                                                | 1                                                | 1                                                | 2                                                |
|                                                  | Frankreich                                       | –                                                | 1                                                | 1                                                | 2                                                |
| 16                                               | Neuseeland                                       | –                                                | 1                                                | –                                                | 1                                                |
| 17                                               | Japan                                            | –                                                | –                                                | 2                                                | 2                                                |
|                                                  | Großbritannien                                   | –                                                | –                                                | 2                                                | 2                                                |
| 19                                               | Dänemark                                         | –                                                | –                                                | 1                                                | 1                                                |
| Gesamt                                           | Gesamt                                           | 41                                               | 41                                               | 41                                               | 123                                              |

Die 5. Schwimmweltmeisterschaften fanden vom 13. bis 23. August 1986 in der spanischen Hauptstadt Madrid statt und wurden vom Weltschwimmverband, der FINA veranstaltet. Die Titelkämpfe wurden im Centro de Natación M-86 veranstaltet.
Bei diesen Wettkämpfen wurden das erste Mal bei Frauen und Männern über die 50 Meter Freistil und bei den Frauen für die 4-mal-200-Meter-Freistilstaffel Weltmeisterschaftsmedaillen vergeben.
1119 Sportler/-innen aus 34 Nationen nahmen an diesen Weltmeisterschaften teil.

## Zeichenerklärung
- WR – Weltrekord

## Schwimmen Männer

### Freistil

#### 50 m Freistil
| Platz | Land    | Athlet       | Zeit     |
| ----- | ------- | ------------ | -------- |
| 1     | USA     | Tom Jager    | 00:22,49 |
| 2     | Schweiz | Dano Halsall | 00:22,80 |
| 3     | USA     | Matt Biondi  | 00:22,85 |

#### 100 m Freistil
| Platz | Land       | Athlet        | Zeit     |
| ----- | ---------- | ------------- | -------- |
| 1     | USA        | Matt Biondi   | 00:48,94 |
| 2     | Frankreich | Stéphan Caron | 00:49,73 |
| 3     | USA        | Tom Jager     | 00:49,79 |

#### 200 m Freistil
| Platz | Land                            | Athlet          | Zeit     |
| ----- | ------------------------------- | --------------- | -------- |
| 1     | BR Deutschland                  | Michael Groß    | 01:47,92 |
| 2     | Deutsche Demokratische Republik | Sven Lodziewski | 01:49,12 |
| 3     | USA                             | Matt Biondi     | 01:49,43 |

#### 400 m Freistil
| Platz | Land                            | Athlet           | Zeit     |
| ----- | ------------------------------- | ---------------- | -------- |
| 1     | BR Deutschland                  | Rainer Henkel    | 03:50,05 |
| 2     | Deutsche Demokratische Republik | Uwe Daßler       | 03:51,26 |
| 3     | USA                             | Daniel Jorgensen | 03:51,33 |

#### 1500 m Freistil
| Platz | Land           | Athlet              | Zeit     |
| ----- | -------------- | ------------------- | -------- |
| 1     | BR Deutschland | Rainer Henkel       | 15:05,31 |
| 2     | Italien        | Stefano Battistelli | 15:14,80 |
| 3     | USA            | Daniel Jorgensen    | 15:16,23 |

### Schmetterling

#### 100 m Schmetterling
| Platz | Land            | Athlet        | Zeit     |
| ----- | --------------- | ------------- | -------- |
| 1     | USA             | Pablo Morales | 00:53,54 |
| 2     | USA             | Matt Biondi   | 00:53,67 |
| 3     | Verein. Königr. | Andy Jameson  | 00:53,81 |

#### 200 m Schmetterling
| Platz | Land           | Athlet        | Zeit     |
| ----- | -------------- | ------------- | -------- |
| 1     | BR Deutschland | Michael Groß  | 01:56,53 |
| 2     | Neuseeland     | Anthony Mosse | 01:58,36 |
| 3     | Dänemark       | Benny Nielsen | 01:59,09 |

### Rücken

#### 100 m Rücken
| Platz | Land                            | Athlet            | Zeit     |
| ----- | ------------------------------- | ----------------- | -------- |
| 1     | Sowjetunion                     | Igor Poljanski    | 00:55,58 |
| 2     | Deutsche Demokratische Republik | Dirk Richter      | 00:56,49 |
| 3     | Sowjetunion                     | Sergej Sabolotnow | 00:56,57 |

#### 200 m Rücken
| Platz | Land                            | Athlet            | Zeit     |
| ----- | ------------------------------- | ----------------- | -------- |
| 1     | Sowjetunion                     | Igor Poljanski    | 01:58,78 |
| 2     | Deutsche Demokratische Republik | Frank Baltrusch   | 02:01,11 |
| 3     | BR Deutschland                  | Frank Hoffmeister | 02:02,42 |

### Brust

#### 100 m Brust
| Platz | Land        | Athlet           | Zeit     |
| ----- | ----------- | ---------------- | -------- |
| 1     | Kanada      | Victor Davis     | 01:02,71 |
| 2     | Italien     | Gianni Minervini | 01:03,00 |
| 3     | Sowjetunion | Dmitri Wolkow    | 01:03,30 |

#### 200 m Brust
| Platz | Land   | Athlet         | Zeit     |
| ----- | ------ | -------------- | -------- |
| 1     | Ungarn | József Szabó   | 02:14,27 |
| 2     | Kanada | Victor Davis   | 02:14,93 |
| 3     | USA    | Steven Bentley | 02:16,51 |

### Lagen

#### 200 m Lagen
| Platz | Land        | Athlet              | Zeit     |
| ----- | ----------- | ------------------- | -------- |
| 1     | Ungarn      | Tamás Darnyi        | 02:01,57 |
| 2     | Kanada      | Alex Baumann        | 02:02,34 |
| 3     | Sowjetunion | Wadym Jaroschtschuk | 02:02,61 |

#### 400 m Lagen
| Platz | Land        | Athlet              | Zeit     |
| ----- | ----------- | ------------------- | -------- |
| 1     | Ungarn      | Tamás Darnyi        | 04:18,98 |
| 2     | Sowjetunion | Wadym Jaroschtschuk | 04:22,03 |
| 3     | Kanada      | Alex Baumann        | 04:22,58 |

### Staffel

#### Staffel 4 × 100 m Freistil
| Platz | Land                            | Athleten                                                                   | Zeit     |
| ----- | ------------------------------- | -------------------------------------------------------------------------- | -------- |
| 1     | USA                             | - Tom Jager - Michael Heath - Paul Wallace - Matt Biondi                   | 03:19,89 |
| 2     | Sowjetunion                     | - Gennadi Prigoda - Nikolai Jewsejew - Sergei Smirjagin - Alexei Markowski | 03:21,14 |
| 3     | Deutsche Demokratische Republik | - Dirk Richter - Jörg Woithe - Sven Lodziewski - Steffen Zesner            | 03:21,47 |

#### Staffel 4 × 200 m Freistil
| Platz | Land                            | Athleten                                                             | Zeit     |
| ----- | ------------------------------- | -------------------------------------------------------------------- | -------- |
| 1     | Deutsche Demokratische Republik | - Lars Hinneburg - Thomas Flemming - Dirk Richter - Sven Lodziewski  | 07:15,91 |
| 2     | BR Deutschland                  | - Rainer Henkel - Michael Groß - Alexander Schowtka - Thomas Fahrner | 07:15,96 |
| 3     | USA                             | - Eric Boyer - Michael Heath - Daniel Jorgensen - Matt Biondi        | 07:18,29 |

#### Staffel 4 × 100 m Lagen
| Platz | Land           | Athleten                                                               | Zeit     |
| ----- | -------------- | ---------------------------------------------------------------------- | -------- |
| 1     | USA            | - Dan Veatch - David Lundberg - Pablo Morales - Matt Biondi            | 03:41,25 |
| 2     | BR Deutschland | - Frank Hoffmeister - Bert Goebel - Michael Groß - André Schadt        | 03:42,26 |
| 3     | Sowjetunion    | - Igor Poljanski - Dmitri Wolkow - Alexei Markowski - Nikolai Jewsejew | 03:42,63 |

## Schwimmen Frauen

### Freistil

#### 50 m Freistil
| Platz | Land                            | Athlet                  | Zeit        |
| ----- | ------------------------------- | ----------------------- | ----------- |
| 1     | Rumänien                        | Tamara Costache         | 00:25,28 WR |
| 2     | Deutsche Demokratische Republik | Kristin Otto            | 00:25,50    |
| 3     | Schweiz                         | Marie-Thérèse Armentero | 00:25,93    |

#### 100 m Freistil
| Platz | Land                            | Athlet           | Zeit     |
| ----- | ------------------------------- | ---------------- | -------- |
| 1     | Deutsche Demokratische Republik | Kristin Otto     | 00:55,05 |
| 2     | USA                             | Jenna Johnson    | 00:55,70 |
| 3     | Niederlande                     | Conny van Bentum | 00:55,79 |

#### 200 m Freistil
| Platz | Land                            | Athlet            | Zeit     |
| ----- | ------------------------------- | ----------------- | -------- |
| 1     | Deutsche Demokratische Republik | Heike Friedrich   | 01:58,26 |
| 2     | Deutsche Demokratische Republik | Manuela Stellmach | 01:58,90 |
| 3     | USA                             | Mary T. Meagher   | 02:00,14 |

#### 400 m Freistil
| Platz | Land                            | Athlet           | Zeit     |
| ----- | ------------------------------- | ---------------- | -------- |
| 1     | Deutsche Demokratische Republik | Heike Friedrich  | 04:07,45 |
| 2     | Deutsche Demokratische Republik | Astrid Strauß    | 04:09,16 |
| 3     | Verein. Königr.                 | Sarah Hardcastle | 04:09,85 |

#### 800 m Freistil
| Platz | Land                            | Athlet            | Zeit     |
| ----- | ------------------------------- | ----------------- | -------- |
| 1     | Deutsche Demokratische Republik | Astrid Strauß     | 08:28,24 |
| 2     | Deutsche Demokratische Republik | Katja Hartmann    | 08:28,44 |
| 3     | USA                             | Deborah Babashoff | 08:34,04 |

### Schmetterling

#### 100 m Schmetterling
| Platz | Land                            | Athlet           | Zeit     |
| ----- | ------------------------------- | ---------------- | -------- |
| 1     | Deutsche Demokratische Republik | Kornelia Greßler | 00:59,51 |
| 2     | Deutsche Demokratische Republik | Kristin Otto     | 00:59,66 |
| 3     | USA                             | Mary T. Meagher  | 00:59,98 |

#### 200 m Schmetterling
| Platz | Land                            | Athlet           | Zeit     |
| ----- | ------------------------------- | ---------------- | -------- |
| 1     | USA                             | Mary T. Meagher  | 02:08,41 |
| 2     | Deutsche Demokratische Republik | Kornelia Greßler | 02:10,66 |
| 3     | Deutsche Demokratische Republik | Birte Weigang    | 02:10,68 |

### Rücken

#### 100 m Rücken
| Platz | Land                            | Athlet             | Zeit     |
| ----- | ------------------------------- | ------------------ | -------- |
| 1     | USA                             | Betsy Mitchell     | 01:01,74 |
| 2     | Deutsche Demokratische Republik | Kathrin Zimmermann | 01:02,17 |
| 3     | Sowjetunion                     | Natalia Schibaewa  | 01:02,25 |

#### 200 m Rücken
| Platz | Land                            | Athlet             | Zeit     |
| ----- | ------------------------------- | ------------------ | -------- |
| 1     | Deutsche Demokratische Republik | Cornelia Sirch     | 02:11,37 |
| 2     | USA                             | Betsy Mitchell     | 02:11,39 |
| 3     | Deutsche Demokratische Republik | Kathrin Zimmermann | 02:11,45 |

### Brust

#### 100 m Brust
| Platz | Land                            | Athlet           | Zeit        |
| ----- | ------------------------------- | ---------------- | ----------- |
| 1     | Deutsche Demokratische Republik | Sylvia Gerasch   | 01:08,11 WR |
| 2     | Deutsche Demokratische Republik | Silke Hörner     | 01:08,41    |
| 3     | Bulgarien                       | Tania Bogomilova | 01:08,52    |

#### 200 m Brust
| Platz | Land                            | Athlet           | Zeit        |
| ----- | ------------------------------- | ---------------- | ----------- |
| 1     | Deutsche Demokratische Republik | Silke Hörner     | 02:27,40 WR |
| 2     | Bulgarien                       | Tania Bogomilova | 02:27,66    |
| 3     | Kanada                          | Allison Higson   | 02:31,34    |

### Lagen

#### 200 m Lagen
| Platz | Land                            | Athlet             | Zeit     |
| ----- | ------------------------------- | ------------------ | -------- |
| 1     | Deutsche Demokratische Republik | Kristin Otto       | 02:15,56 |
| 2     | Sowjetunion                     | Jelena Dendeberowa | 02:15,84 |
| 3     | Deutsche Demokratische Republik | Kathleen Nord      | 02:16,05 |

#### 400 m Lagen
| Platz | Land                            | Athlet            | Zeit     |
| ----- | ------------------------------- | ----------------- | -------- |
| 1     | Deutsche Demokratische Republik | Kathleen Nord     | 04:43,75 |
| 2     | USA                             | Michele Griglione | 04:44,07 |
| 3     | Rumänien                        | Noemi Lung        | 04:45,44 |

### Staffel

#### Staffel 4 × 100 m Freistil
| Platz | Land                            | Athleten                                                                      | Zeit        |
| ----- | ------------------------------- | ----------------------------------------------------------------------------- | ----------- |
| 1     | Deutsche Demokratische Republik | - Kristin Otto - Manuela Stellmach - Sabina Schulze - Heike Friedrich         | 03:40,57 WR |
| 2     | USA                             | - Jenna Johnson - Dara Torres - Mary T. Meagher - Betsy Mitchell              | 03:44,03    |
| 3     | Niederlande                     | - Conny van Bentum - Laura Leideritz - Karin Brienesse - Annemarie Verstappen | 03:46,89    |

#### Staffel 4 × 200 m Freistil
| Platz | Land                            | Athleten                                                                        | Zeit        |
| ----- | ------------------------------- | ------------------------------------------------------------------------------- | ----------- |
| 1     | Deutsche Demokratische Republik | - Manuela Stellmach - Astrid Strauß - Nadja Bergknecht - Heike Friedrich        | 07:59,33 WR |
| 2     | USA                             | - Betsy Mitchell - Mary T. Meagher - Kimberley Brown - Mary Wayte               | 08:02,12    |
| 3     | Niederlande                     | - Annemarie Verstappen - Jolande van der Meer - Mildred Muis - Conny van Bentum | 08:09,59    |

#### Staffel 4 × 100 m Lagen
| Platz | Land                            | Athleten                                                                          | Zeit     |
| ----- | ------------------------------- | --------------------------------------------------------------------------------- | -------- |
| 1     | Deutsche Demokratische Republik | - Kathrin Zimmermann - Sylvia Gerasch - Kornelia Greßler - Kristin Otto           | 04:04,82 |
| 2     | USA                             | - Betsy Mitchell - Jennifer Hau - Mary T. Meagher - Jenna Johnson                 | 04:07,45 |
| 3     | Niederlande                     | - Jolanda de Rover - Petra van Staveren - Conny van Bentum - Annemarie Verstappen | 04:10,70 |

## Synchronschwimmen

### Solo
| Platz | Land       | Athletin        |
| ----- | ---------- | --------------- |
| 1     | Kanada     | Carolyn Waldo   |
| 2     | USA        | Sarah Josephson |
| 3     | Frankreich | Muriel Hermine  |

### Duett
| Platz | Land   | Athletinnen                     |
| ----- | ------ | ------------------------------- |
| 1     | Kanada | Carolyn Waldo Michelle Cameron  |
| 2     | USA    | Sarah Josephson Karen Josephson |
| 3     | Japan  | Megumi Itō Mikako Kotani        |

### Team
| Platz | Land   | Athletinnen |
| ----- | ------ | --- |
| 1     | Kanada | Natalie Audet Sylvie Fréchette Karin Larsen Carolyn Waldo Michelle Cameron Missy Morlock Chantal Laviolette Traci Meades |
| 2     | USA    | Kristen Babb-Sprague Lori Hatch Karen Josephson Sarah Josephson Karen Madsen Susan Reed Lisa Riddell Mary Visniski       |
| 3     | Japan  | Hisako Aoishi Emiko Goto Emiko Hirada Megumi Itō Mikako Kotani Xurika Ohgane Aki Takayama Miyako Tanaka                  |

## Wasserspringen Männer

### 3-Meter-Brett
| Platz | Land                | Athlet        | Punkte |
| ----- | ------------------- | ------------- | ------ |
| 1     | Vereinigte Staaten  | Greg Louganis | 750,06 |
| 2     | Volksrepublik China | Tan Liangde   | 692,28 |
| 3     | Volksrepublik China | Li Hongping   | 642,06 |

### 10-Meter-Plattform
| Platz | Land                | Athlet        | Punkte |
| ----- | ------------------- | ------------- | ------ |
| 1     | Vereinigte Staaten  | Greg Louganis | 668,58 |
| 2     | Volksrepublik China | Li Kongzheng  | 624,33 |
| 3     | Vereinigte Staaten  | Bruce Kimball | 599,91 |

## Wasserspringen Frauen

### 3-Meter-Brett
| Platz | Land                | Athlet         | Punkte |
| ----- | ------------------- | -------------- | ------ |
| 1     | Volksrepublik China | Min Gao        | 582,90 |
| 2     | Volksrepublik China | Li Yihua       | 549,42 |
| 3     | Sowjetunion         | Marina Babkowa | 525,21 |

### 10-Meter-Plattform
| Platz | Land                | Athlet       | Punkte |
| ----- | ------------------- | ------------ | ------ |
| 1     | Volksrepublik China | Lin Chen     | 426,51 |
| 2     | Volksrepublik China | Lu Wei       | 402,87 |
| 3     | Vereinigte Staaten  | Wendy Wyland | 400,23 |

## Wasserball

### Männer
| Platz | Land        |
| ----- | ----------- |
| 1     | Jugoslawien |
| 2     | Italien     |
| 3     | Sowjetunion |

### Frauen
| Platz | Land               |
| ----- | ------------------ |
| 1     | Australien         |
| 2     | Niederlande        |
| 3     | Vereinigte Staaten |